# San Lorenzo (Guimaras)
San Lorenzo (Bayan ng San Lorenzo) är en kommun i Filippinerna. Kommunen tillhör provinsen Guimaras och ligger på ön med samma namn. Folkmängden uppgår till 20 168 invånare.
San Lorenzo är indelat i 12 barangayer.